# Pál
Pál, auch Pål  und Pal, ist ein männlicher Vorname sowie ein Familienname.

## Herkunft und Bedeutung
Pál  ist die ungarische Form von Paul. Pal ist die albanische Form, Pål die norwegische. Verwandt ist auch die isländische Form Páll.

## Namensträger

### Vorname

#### Pál
- Pál Bedák (* 1985), ungarischer Boxer
- Pál Békés (1956–2010), ungarischer Schriftsteller
- Pál Benkő (1928–2019), ungarisch-US-amerikanischer Schachspieler
- Pál Csernai (1932–2013), ungarischer Fußballspieler und -trainer
- Pál Dárdai (Fußballspieler, 1951) (1951–2017), ungarischer Fußballspieler und -trainer
- Pál Dárdai (* 1976), ungarischer Fußballspieler und -trainer
- Pál Dárdai, eigentlicher Name von Palkó Dárdai (* 1999), deutsch-ungarischer Fußballspieler
- Pál Gábor (1932–1987), ungarischer Filmregisseur
- Pál Gerevich (* 1948), ungarischer Fechter
- Pál von Hertzka (1898–1978 oder 1979), ungarischer Fußballschiedsrichter
- Pál Joensen (* 1990), färöischer Schwimmer
- Pál Kinizsi (≈1431–1494), ungarischer General
- Pál Kitaibel (1757–1817), ungarischer Botaniker, Arzt und Chemiker
- Pál Kovács (Fechter) (1912–1995), ungarischer Säbelfechter
- Pál Kucsera (1922–1985), ungarischer Radsportler
- Pál Losonczi (1919–2005), ungarischer Politiker
- Pál Maléter (1917–1958), ungarischer Politiker
- Pál Patay (Archäologe) (1914–2020), ungarischer Archäologe und Museumskurator
- Pál Sajgó (1922–2016), ungarischer Skilangläufer und Biathlet
- Pál Schmitt (* 1942), ungarischer Fechter, Diplomat und Politiker
- Pál Teleki (1879–1941), ungarischer Wissenschaftler, Politiker und Pfadfinderführer
- Pál Titkos (1908–1988), ungarischer Fußballspieler und -trainer
- Pál Tomori (1475–1526), ungarischer Offizier und geistlicher, Erzbischof von Kalocsa
- Pál Turán (1910–1976), ungarischer Mathematiker
- Pál Várhidi (1931–2015), ungarischer Fußballspieler und -trainer

#### Pal
- Pal Engjëlli (1416–1469), Erzbischof von Durrës
- Pal Ghotra (* 1998), indisch-deutscher Basketballspieler
- Pal Kastrioti († 1389), albanischer Adliger
- Pal Lekaj (* 1962), kosovarischer Politiker der AAK
- Pal One, geb. Stefan Balogh (* 1978), deutscher Rapper

#### Pål
- Pål Trøan Aune (* 1992), norwegischer Skilangläufer
- Pål Bårdsson (≈1280–1346), Erzbischof in Nidaros
- Pål H. Christiansen (* 1958), norwegischer Schriftsteller
- Pål Golberg (* 1990), norwegischer Skilangläufer
- Pål Grotnes (* 1977), norwegischer Eishockeytorwart
- Pål Sverre Valheim Hagen (* 1980), norwegischer Film- und Bühnenschauspieler
- Pål Hansen (Skispringer) (* 1972), norwegischer Skispringer
- Pål Hermansen (* 1955), norwegischer Maler, Naturfotograf und Autor
- Pål Johannessen (1959–2024), norwegischer Schauspieler
- Pål Kraby (1932–2009), norwegischer Anwalt
- Pål Lundin (* 1964), schwedischer Fußballtorwart
- Pål Lydersen (* 1965), norwegischer Fußballspieler
- Pål Mathiesen (* 1977), norwegischer Sänger
- Pål Gunnar Mikkelsplass (* 1961), norwegischer Skilangläufer
- Pål Skjønberg (1919–2014), norwegischer Film- und Theaterschauspieler sowie -regisseur
- Pål Svensson (* 1950), schwedischer Bildhauer
- Pål Thowsen (* 1955), norwegischer Jazz-Schlagzeuger
- Pål Trulsen (* 1962), norwegischer Curler
- Pål Tyldum (* 1942), norwegischer Skilangläufer
- Pål Anders Ullevålseter (* 1968), norwegischer Endurorennfahrer
- Pål Varhaug (* 1991), norwegischer Automobilrennfahrer
- Pål Waaktaar-Savoy (* 1961), norwegischer Musiker

### Familienname
- Árpád Pál (* 1955), ungarischer Handballspieler
- György Pál (* 1939), ungarischer Boxer
- Hugo Pál (1875–1932), ungarischer Architekt
- Ilona Pál (* 1954), ungarische Leichtathletin
- Jakob Pál (1863–1936), ungarisch-österreichischer Mediziner und Internist
- József Pál (Fußballspieler) (* 1950), ungarischer Fußballspieler
- József-Csaba Pál (* 1955), rumänischer Geistlicher, Bischof von Timișoara
- László Pál (* 1934), ungarischer Fußballspieler
- Tamara Pál (* 2000), ungarische Handballspielerin
- Tamás Pál Kiss (* 1991), ungarischer Rennfahrer
- Tibor Pál (* 1935), ungarischer Fußballspieler
- Zoltán Pál (* 1979), rumänischer Eishockeyspieler